# 瓦赫特贝格
瓦赫特贝格是德国北莱茵-威斯特法伦州的一个市镇。总面积49.68平方公里，总人口20395人，其中男性9893人，女性10502人（2011年12月31日），人口密度411人/平方公里。